# Мбова, Роуз
Роуз Мбова (Rose Mbowa; 18 января 1943 — 11 февраля 1999) — угандийская писательница, актриса, учёная и феминистка. Она была профессором театрального искусства и драмы в Университете Макерере, старейшем и крупнейшем государственном ВУЗе в Уганде.

## Происхождение и образование
Роза Мбова родилась 18 января 1943 года в городе Кабале, в Западном регионе Уганды, в семье домохозяйки Эвы Ньинабанту Мбова и лаборанта Касоле Лванды Мбова. После окончания местных школ она поступила в престижную среднюю школу-интернат Гаяза, расположенную примерно в 19 км за пределами столицы Уганды Кампалы. После окончания школы в Гаязе она продолжила изучать английскую литературу в Университете Макерере в Кампале. Там она была членом Свободного бродячего театра Макерере. В 1969 году она поступила в Университет Лидса, который окончила со степенью магистра искусств (МА) по специальности «Драма и театральное искусство».

## Театр и профессиональная деятельность
Как актриса и театральная деятельница, Мбова выступала в различных театральных труппах в Уганде. Её наставником был драматург Байрон Кавадва, убитый войсками Иди Амина в 1977 году. В 1973 году она была названа лучшей актрисой Национального театра и получила Президентскую премию за заслуги в актёрской игре. Она также дважды получила премию Национального театра за лучшую постановку: за собственную пьесу «Налуманси» в 1982 году и за «Женитьбу Анансевы» ганской писательницы Эфуа Сазерленд в 1983 году. Она исполнила главную роль в пьесе Бертольта Брехта «Мамаша Кураж и её дети», что было первой авторизованной постановкой по этому драматургу на африканском языке.
Самым важным произведением Мбовы как драматурга стала пьеса «Мать Уганда и её дети» (Mother Uganda and her Children). Спектакль был заказан лондонским Африканским центром, создан совместно со студентами школы Макерере и впервые показан в 1987 году. С тех пор его показывают по всему миру. Его успех свидетельствует о растущем местном и международном интересе и уважении к восточноафриканскому театру. По словам театроведа Экхарда Брайтингера, работа представляет собой глубоко политизированную «пьесу осознания», которая «подчёркивает богатство разнообразных этнических культурных традиций, […] поощряет уверенную практику этого широкого многообразия культур, но […] также предостерегает от злоупотреблений, возникающих из-за этноцентризма, ориентированного только на себя, и жёсткого традиционализма».
Она также была ключевой фигурой в движении «Африканский театр развития». В 1980-х годах она работала с сельским женским кооперативом Магере и поощряла женщин использовать свою культуру и продавать собственную сельскохозяйственную продукцию. Кроме того, в течение года она работала продюсером на Радио Уганды.

## Академическая карьера
Мбова начинала как преподавательница кафедры музыки, танца и драмы в Университете Макерере, стала профессором, а затем и заведующей кафедрой, когда предыдущий руководитель был вынужден покинуть страну. Она опубликовала ряд статей о театре в Уганде и представляла доклады об угандийском театре на ежегодной конференции по африканской литературе в Байройтском университете в период с 1989 по 1994 год.

## Наследие
В 2005 году труппа Bakayimbira Dramactors поставила спектакль «Киваджа» (Kiwajja) в честь вклада Роуз Мбова в театр Уганды.